# Hans Joachim Schaufuß
Hans Joachim Schaufuß (Berlino, 18 dicembre 1918 – Orël, 27 ottobre 1941) è stato un attore tedesco, noto come attore bambino soprattutto per essere stato tra i protagonisti nel 1931 del film La terribile armata (Emil und die Detektive) e quindi per la sua interpretazione in Segreto ardente di Robert Siodmak (1933). Morì giovanissimo nel corso della seconda guerra mondiale sul fronte orientale, in Russia.

## Biografia
Hans Joachim Schaufuß nasce a Berlino nel 1918. È figlio d'arte: suo padre è il noto attore Hans Hermann Schaufuß. Anche suo fratello minore Peter-Timm Schaufuß sarà attore, ma comincerà la sua carriera solo da adulto nel secondo dopoguerra.
Hans Joachim invece è già attivo negli anni trenta come attore bambino. Fa il suo debutto nel cinema nel 1931 a 12 anni tra i protagonisti del film La terribile armata (Emil und die Detektive) per la regia di Gerhard Lamprecht. Circa 2.500 bambini tedeschi concorrono per una parte nel film, basato sul popolarissimo omonimo romanzo pubblicato da Erich Kästner nel 1929. Il piccolo Schaufuß viene scelto assieme a Rolf Wenkhaus, Inge Landgut, Hans Richter, Hans Löhr e Martin Rickelt.
Al grande successo anche internazionale della pellicola seguono per Schaufuß numerose parti in film sia comici che drammatici, segnalandosi in particolare in Brennendes Geheimnis di Robert Siodmak (1933). Ormai giovane attore, prosegue la sua carriera fino al 1940. 
Allo scoppio della seconda guerra mondiale, è arruolato nella Wehrmacht e inviato sul fronte orientale. A soli 22 anni, muore in combattimento nell'ottobre 1941 nei pressi di Orël in Russia.
Altri due giovani attori del cast de La terribile armata (Emil und die Detektive) moriranno in combattimento nel corso della seconda guerra mondiale: Rolf Wenkhaus e Hans Löhr.

## Filmografia
- La terribile armata (Emil und die Detektive), regia di Gerhard Lamprecht (1931)
- Der weiße Dämon, regia di Kurt Gerron (1932)
- Was sagt Onkel Emil dazu?, regia di Adolf E. Licho (1932) - cortometraggio
- Segreto ardente (Brennendes Geheimnis), regia di Robert Siodmak (1933)
- Zarevitch (Der Zarewitsch), regia di Victor Janson (1933)
- Gretel zieht das große Los, regia di Carl Boese (1933)
- Annette im Paradies, regia di Max Obal (1934)
- La tabacchiera della generalessa (Die Töchter ihrer Exzellenz), regia di Reinhold Schünzel (1934)
- Nischt geht über die Gemütlichkeit, regia di Erich Waschneck (1934) - cortometraggio
- I vinti (Traumulus), regia di Carl Froelich (1936)
- I cosacchi del Volga (Stjenka Rasin), regia di Alexandre Volkoff (1936)
- Der Bettelstudent, regia di Georg Jacoby (1936)
- Spiel an Bord, regia di Herbert Selpin (1936)
- Stradivaris Schülergeige, regia di Eduard von Borsody (1936) - cortometraggio
- Dreizehn Mann und eine Kanone, regia di Johannes Meyer (1938)
- Fahrt ins Leben, regia di Bernd Hofmann (1940)